# Carurú
Carurú là một khu tự quản thuộc tỉnh Vaupés, Colombia. Thủ phủ của khu tự quản Carurú đóng tại Carurú Khu tự quản Carurú có diện tích 6981 ki lô mét vuông. Đến thời điểm ngày 28 tháng 5 năm 2005, khu tự quản Carurú có dân số 1238 người.